# Maquillage (film)
Pour plus de détails, voir Fiche technique et Distribution.
Maquillage est un film français réalisé par Karl Anton, sorti en 1932.

## Fiche technique
- Titre : Maquillage
- Réalisation : Karl Anton
- Scénario : Paul Schiller, Saint-Granier, George Waters et Howard Estabrook, d'après le roman de Mildred Cram, The Feeder
- Photographie : Otto Heller
- Musique : Marcel Lattès et André Hornez
- Société de production : Studios Paramount
- Pays de production :  France
- Format : Noir et blanc — 35 mm — 1,37:1 — Son : Mono
- Genre : Comédie dramatique
- Durée : 80 minutes (1 h 20)
- Date de sortie : 
  - France : 12 novembre 1932

## Distribution
- Saint-Granier : Lucien Leroy
- Robert Burnier : Bertini
- Rosine Deréan : Ginette
- Paul Pauley : Eugène Tapin
- Edwige Feuillère : Ketty
- Paul Azaïs
- Milly Mathis
- Germaine Michel
- Georges Cahuzac
- Yvonne Yma
- Henri Vilbert
- Jeanne Fusier-Gir
- Micheline Bernard